# Ex monastero della Santissima Trinità
L'ex monastero della Santissima Trinità si trova a San Miniato, in provincia di Pisa, diocesi di San Miniato. La chiesa del monastero è dal Seicento oratorio della Misericordia.

## Storia e descrizione
Venne edificato nel tardo Cinquecento nel luogo dell'antico Palazzo del Podestà per le monache agostiniane; le logge di quell'edificio furono inglobate nella nuova costruzione senza tuttavia essere distrutte.
La chiesa del monastero oggi appartiene alla Arciconfraternita della Misericordia. Dopo la soppressione nel 1810, il convento fu utilizzato per le scuole elementari e per il ginnasio e liceo, in cui nel 1858 insegnò il giovane Giosuè Carducci.
Nell'atrio della scuola, un grande ambiente voltato a crociera, sono stati trovati affreschi tardogotici a tema cortese e araldico.

## Oratorio della Misericordia
Creato nel 1566, il suo assetto attuale risale al tardo Seicento, quando furono eretti i tre altari in pietra serena; si articola in due ambienti, entrambi con volta a botte: la chiesa vera e propria, più ampia, e il coro delle monache, che si apre con un arco nella parete opposta rispetto all'altare maggiore; all'interno di quest'ultimo vi è l'organo a canne Filippo II Tronci opus 97, costruito nel 1834. Nell'ancona dell'altar maggiore si trova una trecentesca Madonna con il Bambino ad affresco di scuola giottesca. Gli affreschi nella volta sono di Cosimo Ulivelli.
Gran parte dei suoi arredi, tra cui una grande pala di Domenico di Zanobi con l'Incoronazione della Vergine (1480 circa), un gruppo ligneo della Deposizione del XIII secolo e una tela di Vincenzo Dandini con i Santi Michele, Giovanni, Cecilia e Giuseppe (XVII secolo), sono oggi conservate nel Museo della Misericordia.

## Galleria d'immagini

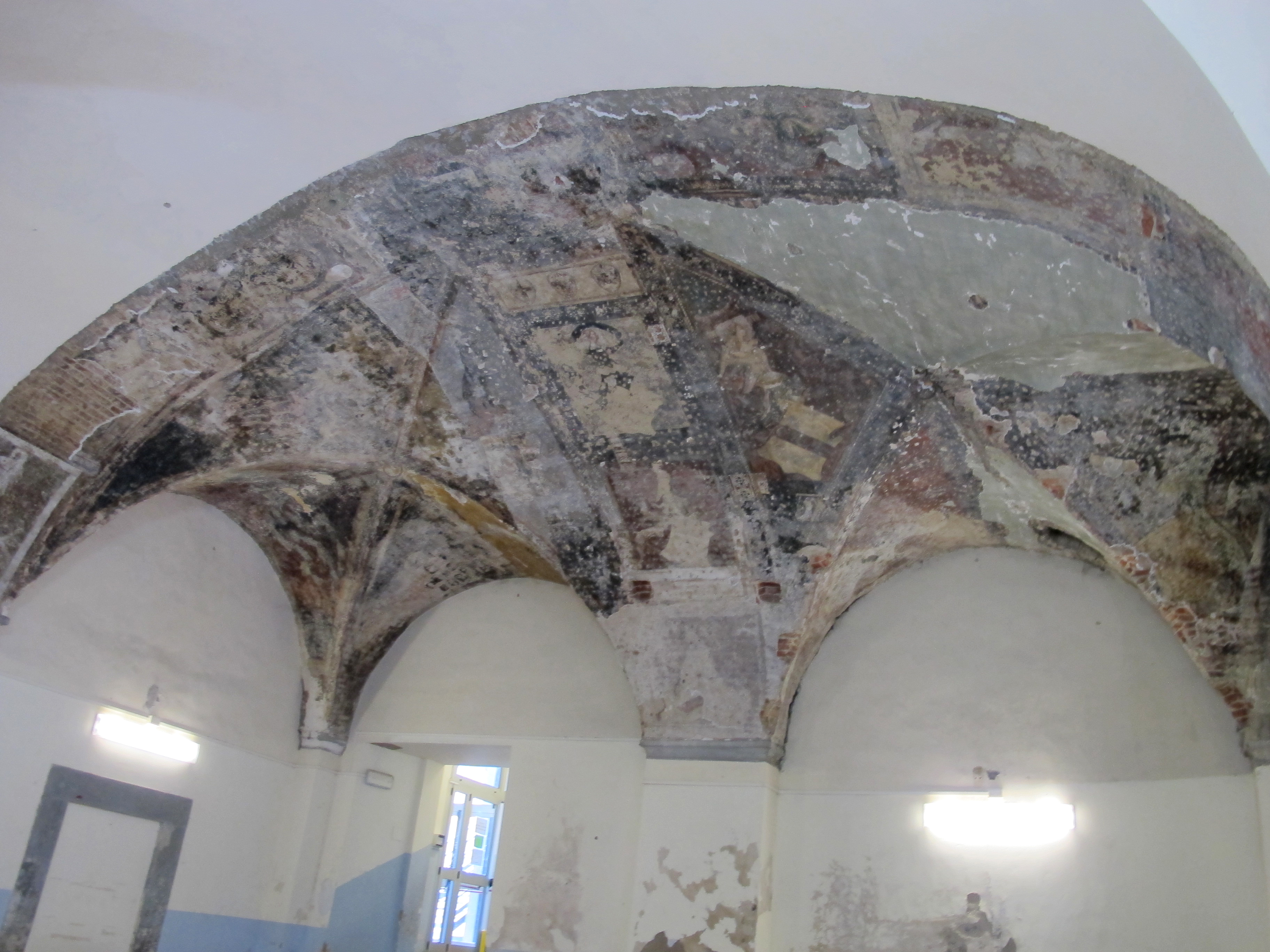
Affreschi della volta dell'atrio
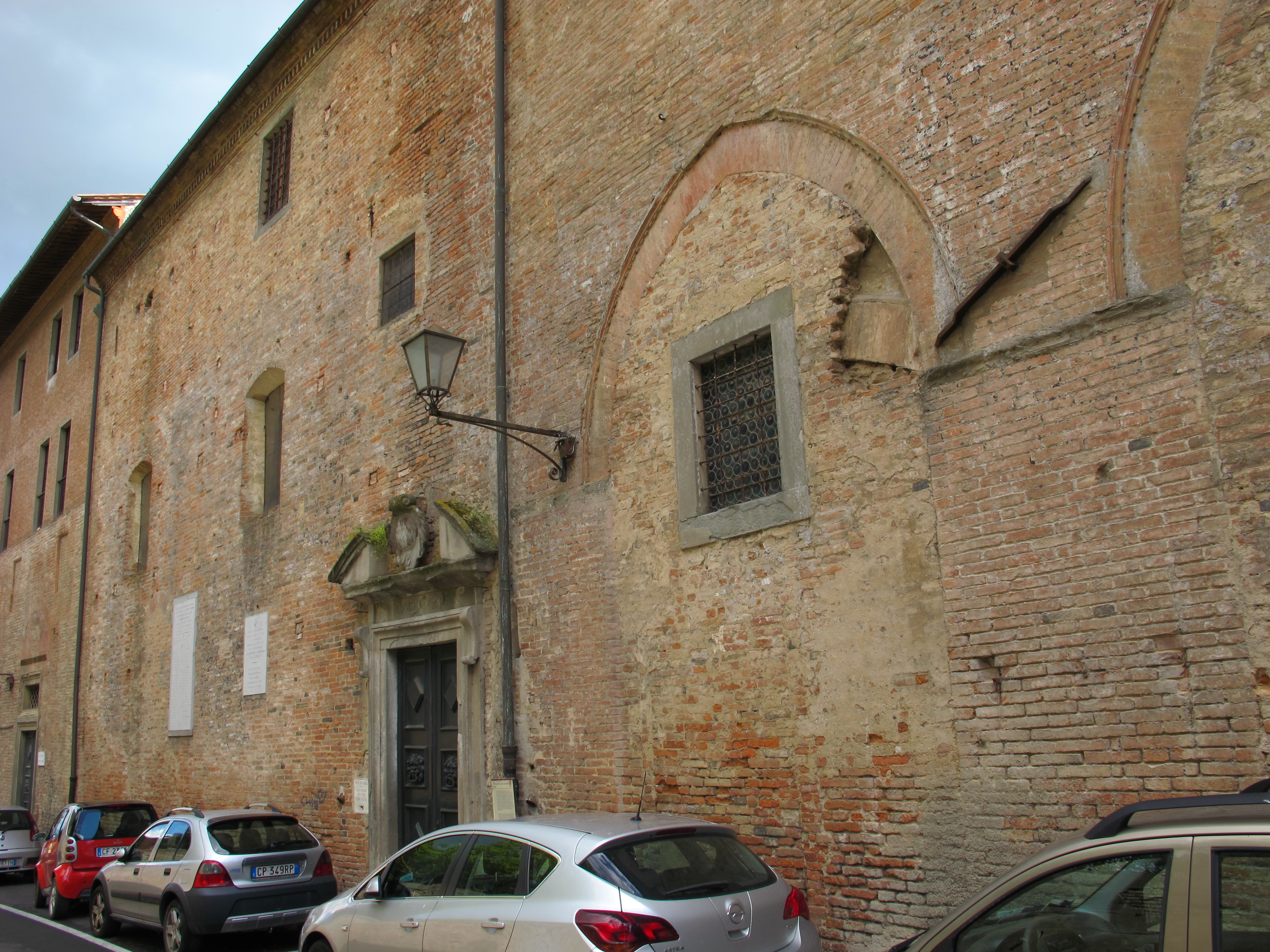
Esterno dell'oratorio
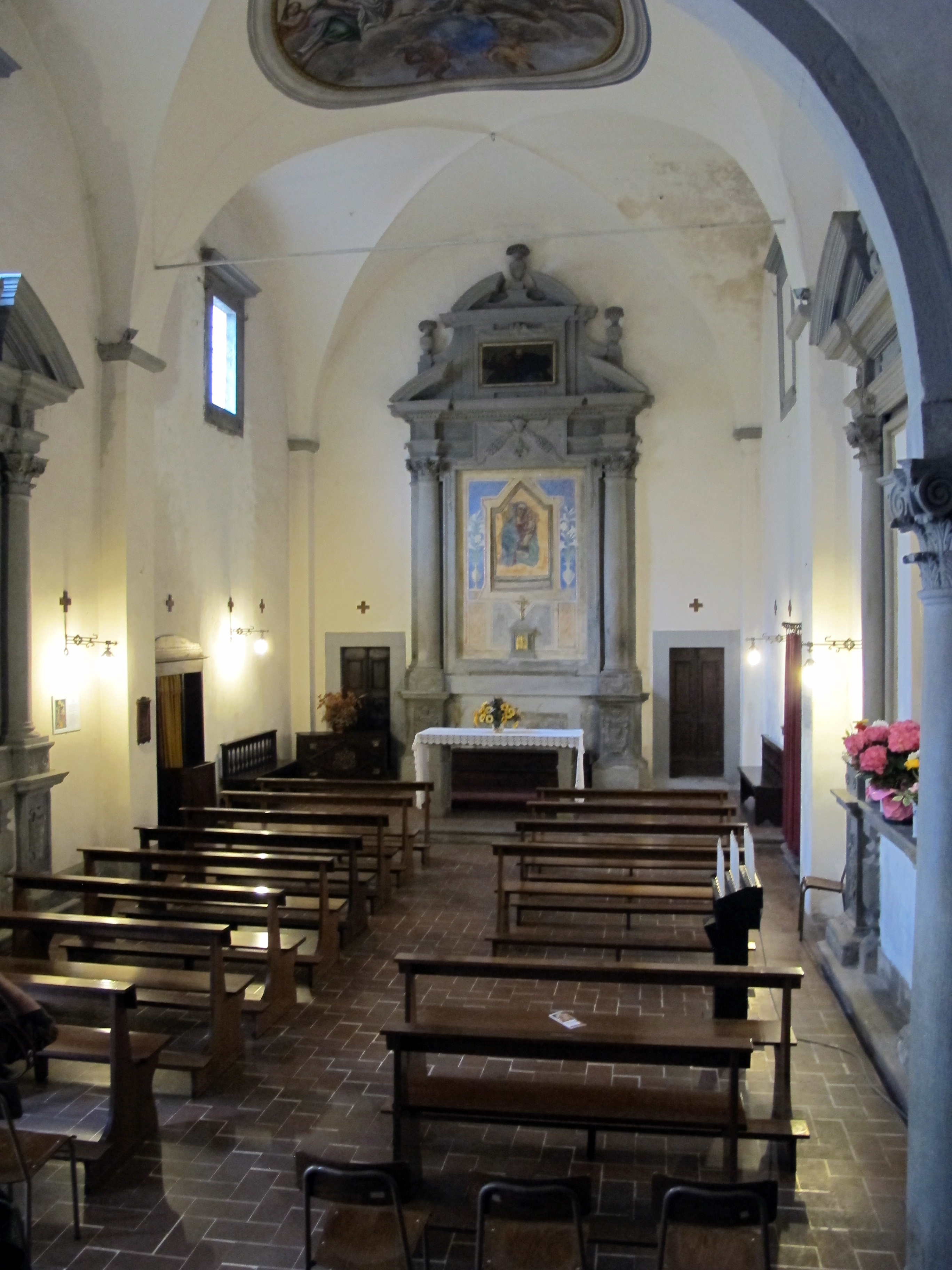
Interno dell'oratorio
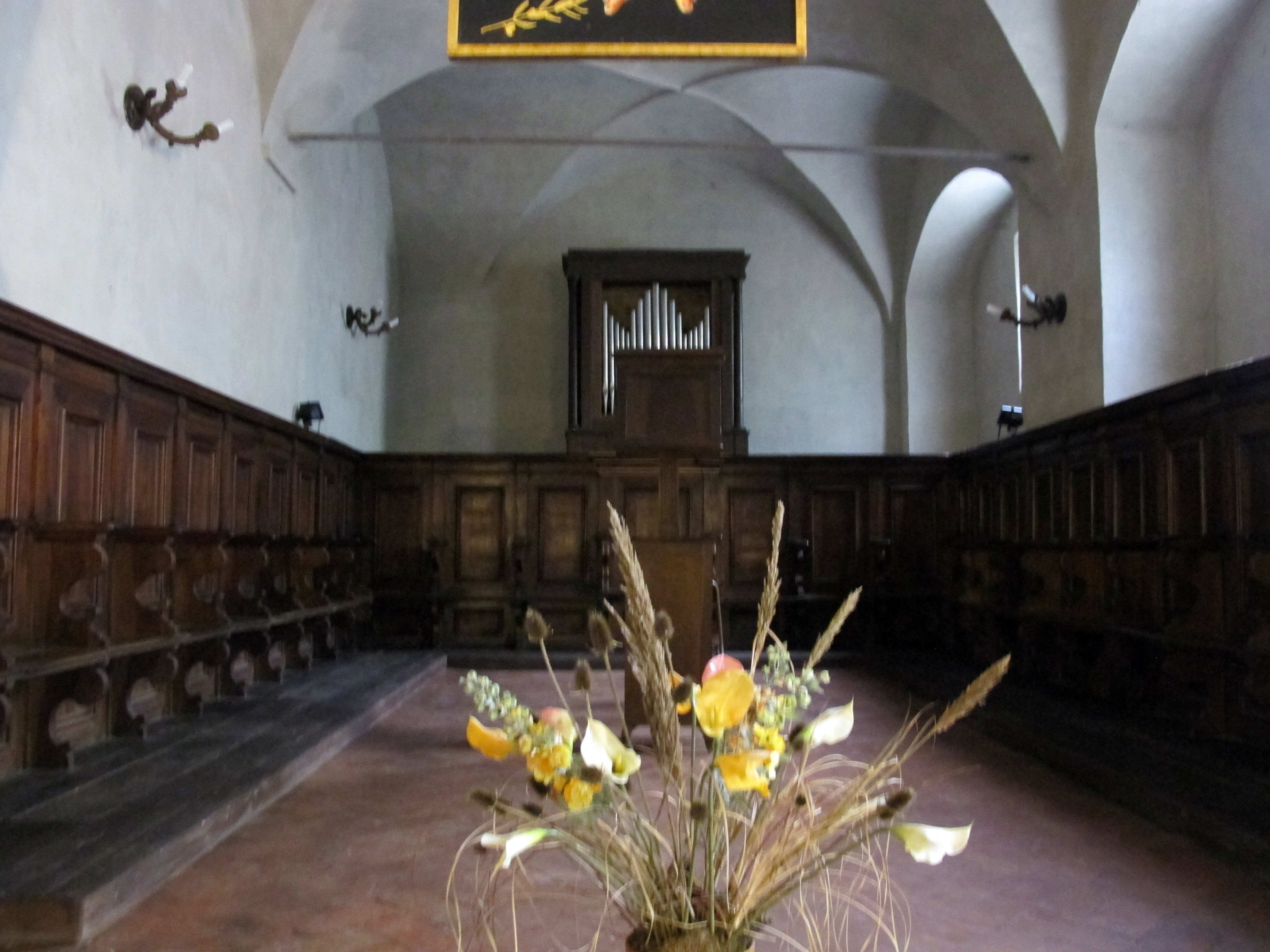
Coro delle monache
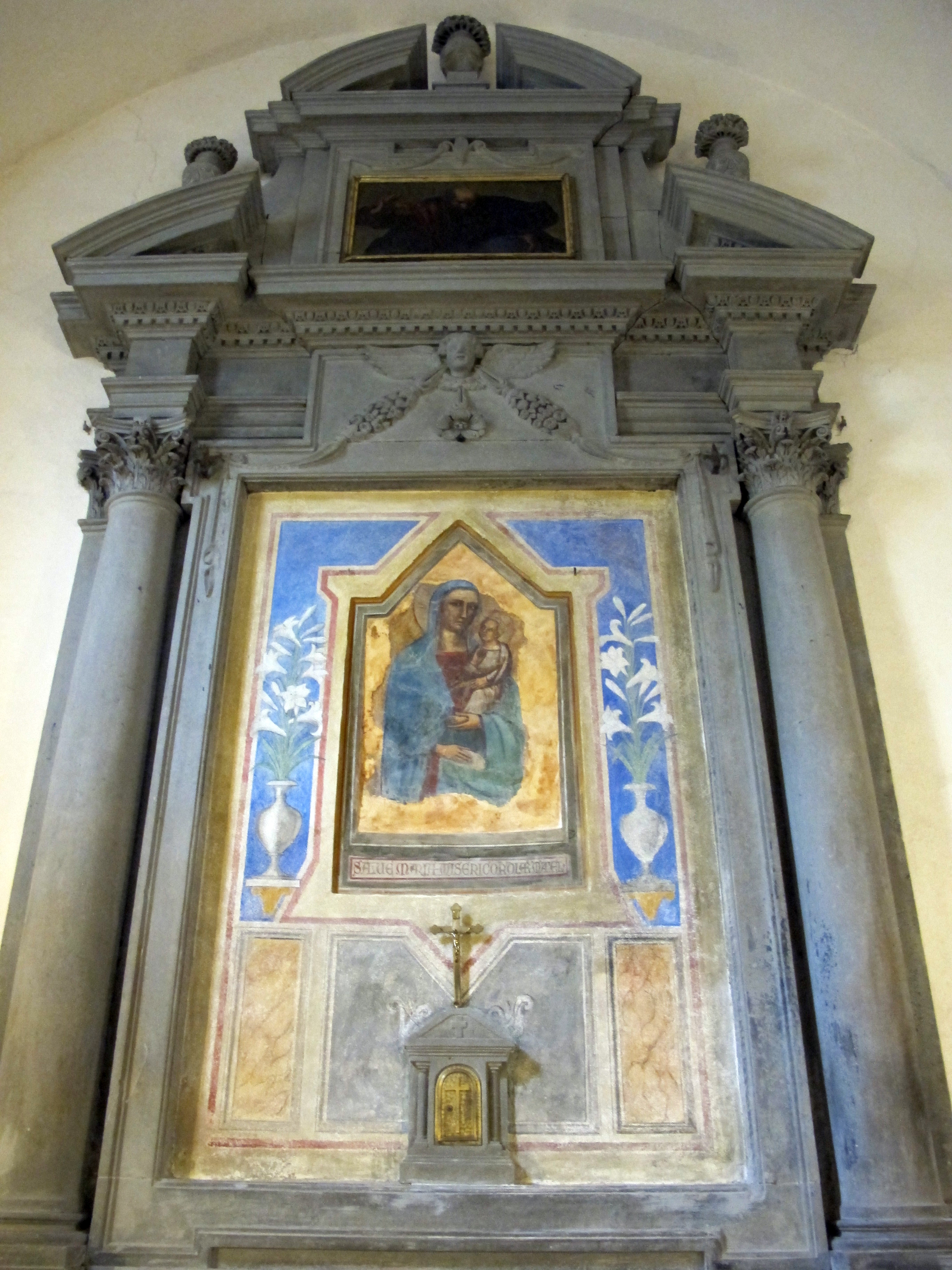
Madonna col Bambino di scuola giottesca (XIV secolo
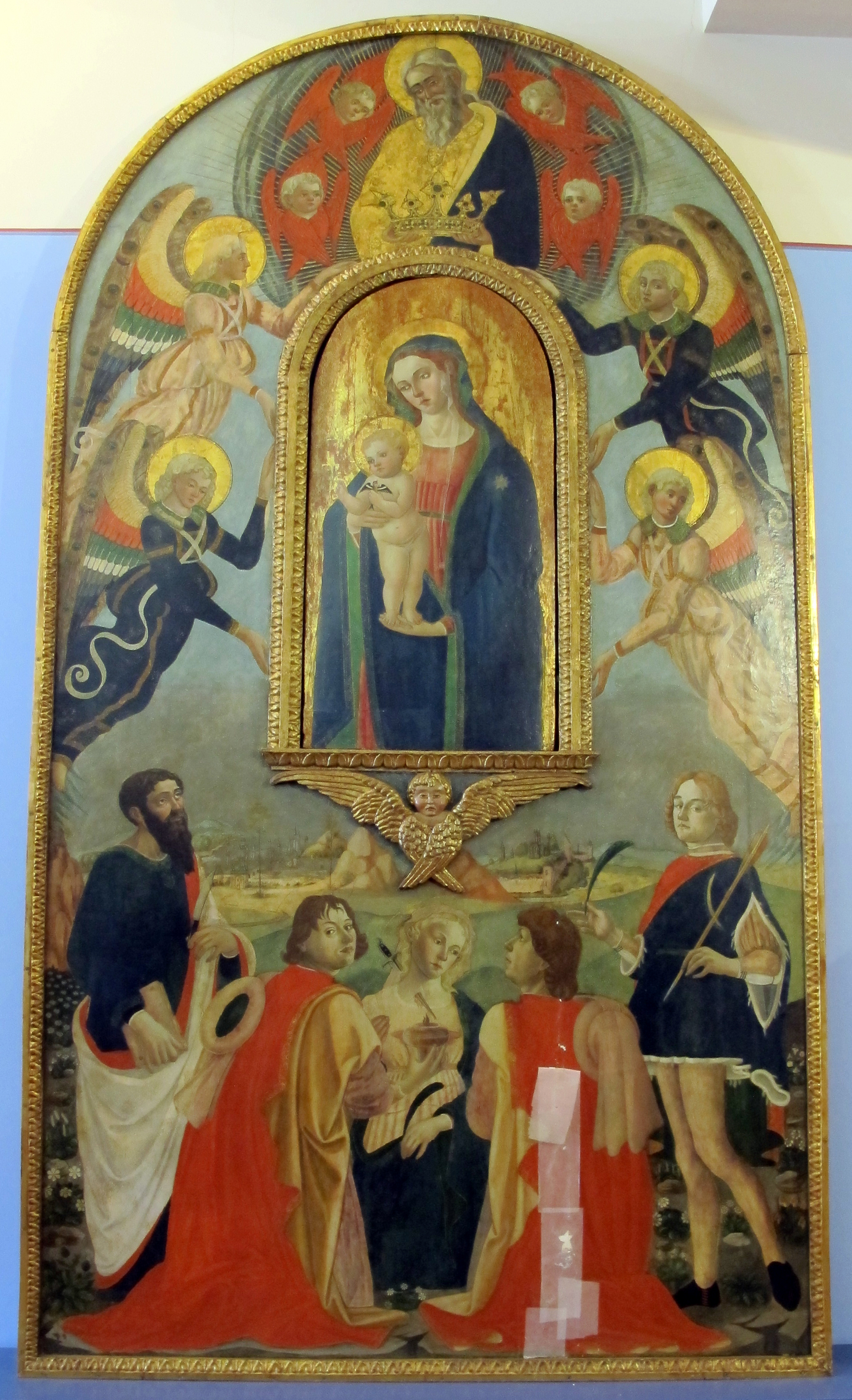
Incoronazione della Vergine di Domenico di Zanobi (1480 circa)
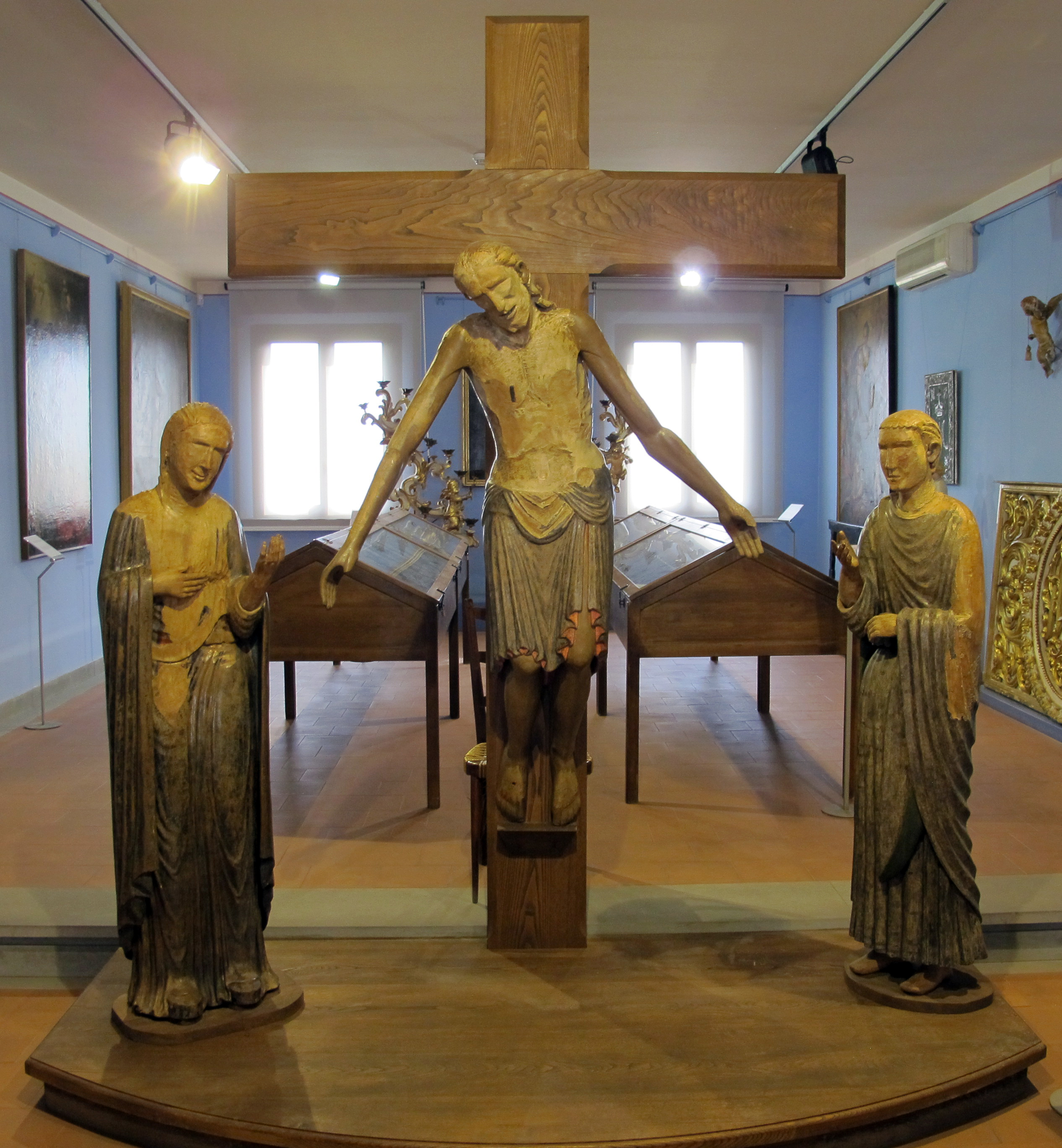
Deposizione (XIII secolo)
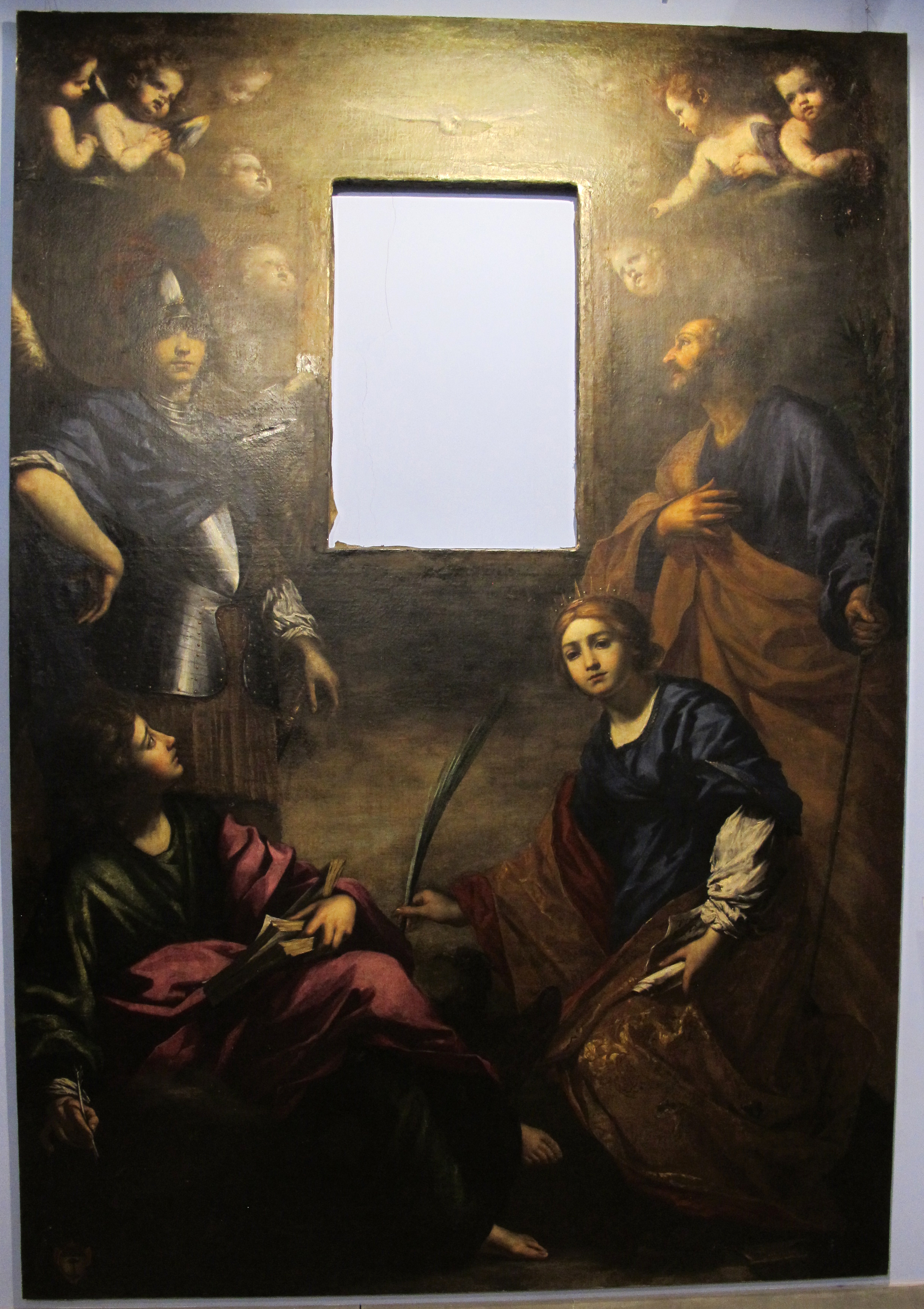
Santi Michele, Giovanni, Cecilia e Giuseppe di Vincenzo Dandini (XVII secolo)